# LG PF1000U
Az LG PF1000U az LG hordozható, Full HD felbontású LED projektora. Ultra rövid vetítési távolsága miatt 38 cm-ről 100”-os (2,54 méter átmérőjű) képet képes vetíteni. Az LG Screen Share funkciójának köszönhetően vezetékek nélkül csatlakoztatható számítógéphez, az okostelefonhoz, illetve táblagéphez. Emellett vezetéken keresztül pedig televíziós set top box és játékkonzol is csatlakoztatható.

## Főbb paraméterek
- Felbontás: FULL HD (1920 x 1080)
- Fényerő: 1.000
- Kontrasztarány (FOFO): 15.000 : 1
- Zaj - Magas fényerő: 30 dB
- Zaj – takarékos: 21 dB
- Kivetítő lencse – fókusz: manuális
- Kivetítő lencse – képernyőméret: 60" ~ 100"
- Kivetített kép - vetítési arány (széles / televízió): 0,29
- Fény – típus: LED RGB
- Fény - Life High fényerő: 30.000 óra
- Méret (sz x mé x ma): 132 x 310 x 125 / 89 (tükörrel / tükör nélkül)
- Tömeg : 2,2 kg
- Külső szín: titánfekete